# Saint-Hugues
Pour les articles homonymes, voir Hugues.
Saint-Hugues est une municipalité dans la municipalité régionale de comté des Maskoutains au Québec (Canada), située dans la région administrative de la Montérégie.

## Toponymie
Elle était autrefois appelée Saint-Hugues-de-Ramezay, en l'honneur de Claude de Ramezay. La municipalité a déjà fait partie du Comté de Bagot.
La municipalité est nommée en l'honneur de Hugues Le Moyne de Martigny, seigneur de la seigneurie de Ramezay.

## Géographie
La municipalité de Saint-Hugues est située surtout en zone agricole. La rivière Yamaska en délimite le nord-ouest puis la traverse vers le nord-ouest. La rivière Chibouet traverse la municipalité d'est en ouest en serpentant et en passant du côté sud du village de Saint-Hugues jusqu'à sa confluence rive droite aves la rivière Yamaska.

## Démographie
| 1991  | 1996  | 2001  | 2006  | 2011  | 2016  | 2021  |
| ----- | ----- | ----- | ----- | ----- | ----- | ----- |
| 1 281 | 1 340 | 1 277 | 1 310 | 1 292 | 1 327 | 1 340 |

## Administration
Les élections municipales se font en bloc pour le maire et les six conseillers.
| Saint-Hugues Maires depuis 2002                                                                                      |                  |         |          |
| Élection | Maire            | Qualité | Résultat |
| 2002 | Marcel Gerbeau   |         | Voir     |
| 2005 | Marcel Gerbeau   | Voir    |          |
| 2009 | Serge Picard     |         | Voir     |
| 2013 | Richard Veilleux |         | Voir     |
| 2017 | Richard Veilleux | Voir    |          |
| 2021 | Richard Veilleux | Voir    |          |
| Élection partielle en italique Depuis 2005, les élections sont simultanées dans toutes les municipalités québécoises |                  |         |          |

## Activité
Le village de Saint-Hugues offre plusieurs activités touristiques dont notamment le parc de la Seigneurie de Ramezay. Le sentier d'une durée de quelques minutes accompagné de panneaux informatifs au travers d'une pinède de près de 200 ans.